# Grupa karbonylowa

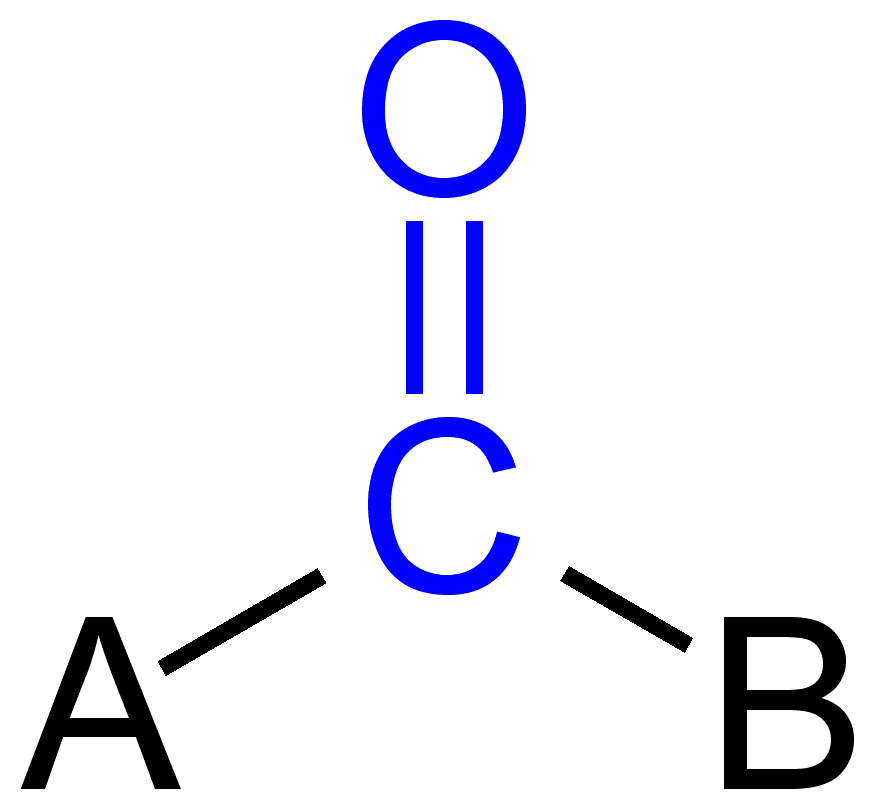
Grupa karbonylowa

Grupa karbonylowa – grupa funkcyjna występująca w wielu typach związków organicznych, składająca się z atomu węgla połączonego wiązaniem podwójnym z atomem tlenu. Zapisywana skrótowo jako CO, -C(O)- lub >C=O. Atom węgla w grupie karbonylowej ma hybrydyzację sp2, w wyniku czego jest ona płaska. Najczęściej kojarzona jest z ketonami i aldehydami, w których połączona jest jedynie z atomami węgla i wodoru.
| Grupa związków         | Aldehydy   | Ketony   | Keteny   | Kwasy karboksylowe | Estry   | Amidy     | Enony                              | Halogenki kwasowe | Bezwodniki kwasowe |
| Wzór strukturalny      | aldehyd    | keton    | keten    | kwas karboksylowy  | ester   | amid      | enon                               | chlorek acylu     | bezwodnik kwasowy  |
| Wzór półstrukturalny   | RCHO       | RCOR'    | RR'=C=O  | RCOOH              | RCOOR'  | RCONR'R'' | RC(O)C(R')CR''R'''                 | RCOX              | (RCO)2O            |
| Nazwa grupy funkcyjnej | aldehydowa | ketonowa | ketenowa | karboksylowa       | estrowa | amidowa   | ketonowa sprzężona z wiązaniem C=C | –                 | –                  |